# Piet Retief
Pieter Mauritz Retief, Piet Retief (Wellington, 12 novembre 1780 – kwaMatiwane, 6 febbraio 1838), è stato un generale e politico boero.

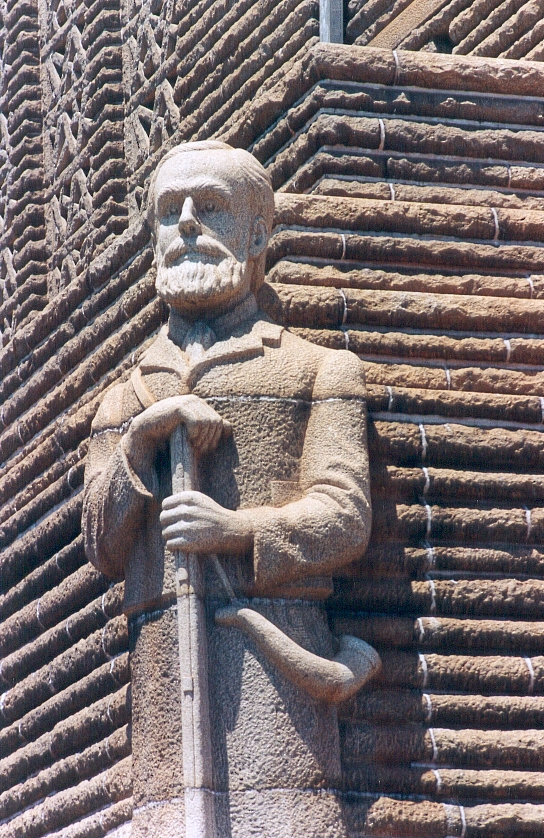
Statua di Pieter Mauritz Retief al Monumento ai Voortrekker a Pretoria

Fu considerato uno dei maggiori leader della grande migrazione boera chiamata Grande Trek.

## Biografia

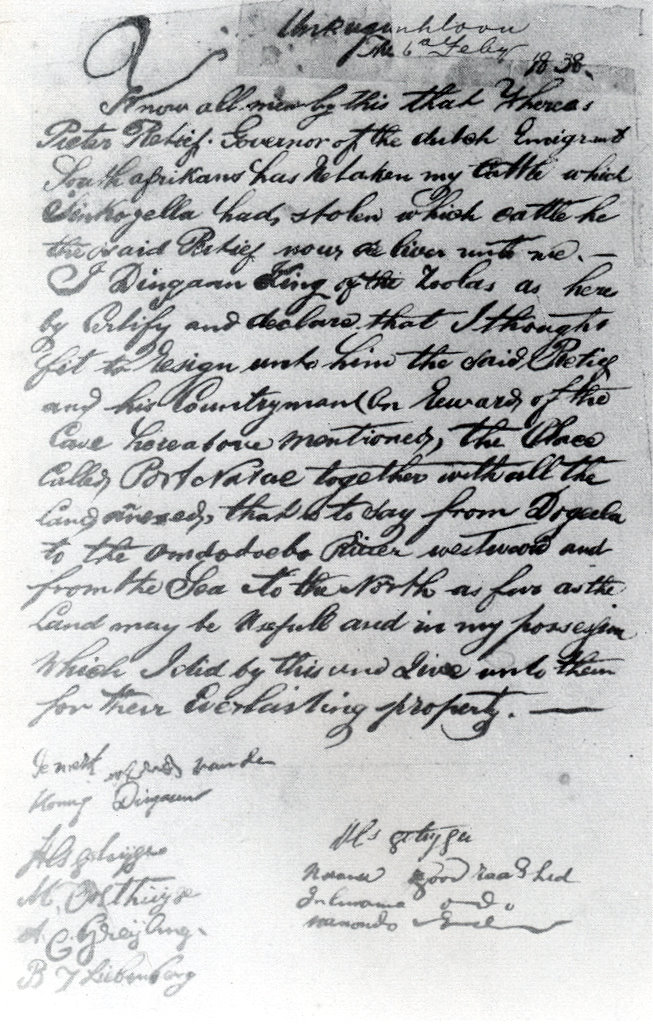
Copia del trattato firmato da Rietief e Dingane in data 4 febbraio 1838

Pieter Mauritz Retief nacque il 12 novembre 1780 a Wagenmakersvallei, l'attuale Wellington, quinto dei dieci figli nati dal matrimonio tra Jacobus e Debora Retief. I suoi antenati erano originari della Provenza in Francia. Fino all'età di 27 anni visse con il padre, che lavorava come coltivatore, nella fattoria di famiglia, poi si trasferì a Stellenbosch. Qui intraprese diverse attività tra cui commesso di un negozio, prospezione per la terra, costruttore edile e commerciante di liquori. La sua licenza per la vendita di alcolici non fu rinnovata dal Colonnello Thomas Willshire in quanto grazie al suo commercio i suoi soldati erano spesso ubriachi. La maggior parte delle sue attività non furono mai un successo, e Retief era costantemente coinvolto in cause legali e difficoltà finanziarie. Nel 1814 si sposò con una vedova, Maddalena Johanna (Lenie) Greyling, e adottò i suoi cinque figli. Retief acquistò una fattoria vicino al fiume Koega e, dopo aver fatto fortuna, si trasferì a Grahamstown. Fu costretto a ritornare alla sua fattoria a causa di investimenti sbagliati che gli causarono una forte crisi finanziaria.
Nel frattempo il Capo divenne una colonia britannica, e gli inglesi introdussero una serie di riforme che non piacquero ai boeri. La chiesa anglicana divenne la chiesa ufficiale della Colonia del Capo così come divennero ufficiali la lingua inglese e tutte le leggi britanniche. Le riforme attuate degli inglesi colpirono duramente gli afrikaner: le nuove leggi vietarono, dapprima, il commercio degli schiavi e successivamente portarono all'abolizione della schiavitù. Il risarcimento dato per la perdita degli schiavi fu molto basso e, se si voleva presentare reclamo, lo si doveva fare a Londra. Molti agricoltori olandesi del Capo persero tutte le proprie ricchezze e Retief si mise alla loro guida. Fece da mediatore tra gli agricoltori afrikaner e gli inglesi e quando questi colloqui che non portarono a nessun risultato si dedicò all'organizzazione della loro migrazione nel nord del paese, migrazione chiamata Grande Trek.
Uomo colto e di notevole esperienza, le sue lettere indicano che era una persona intelligente e raffinata. Essendo inoltre conosciuto per la sua onestà, l'integrità morale e la benevolenza, oltre che per il carattere irrequieto ed energico, fu uno dei candidati alla guida della comunità Voortrekker. Immaginò un luogo dove ci sarebbero state prospettive di pace e felicità per i propri figli, dove veniva riconosciuto con fermezza il principio della vera libertà con un governo di proprie leggi basate sul concetto di giustizia. In tal senso pubblicò un manifesto nella Gazzetta di Grahamstown il 22 gennaio 1837 che rappresentò una vera e propria dichiarazione di indipendenza per gli agricoltori Voortrekker. Divenne il leader di un gruppo di Voortrekker, a cui poi se ne aggiunsero altri, che decise di lasciare la Colonia del Capo per raggiungere terre migliori fuori dal controllo britannico.
Nel 1837 il suo gruppo raggiunse Thaba Nchu, dove si unì ad altri 300 Voortrekker arrivati precedentemente: essi indicarono in Piet Retief il loro leader e lo elessero governatore. L'area di Thaba Nchu non fu un punto di arrivo per la comunità boera, bensì un punto di partenza, in quanto Retief condusse tutto il gruppo attraverso la catena montuosa del Drakensberg nella speranza di colonizzare lo Zululand. Questa terra era sotto il comando di Dingane, fratello di Shaka, fondatore e sovrano del Regno Zulu. Tramite il missionario Francis Owen, Retief inviò al re una lettera in cui indicava la volontà di vivere in pace con il popolo Zulu. Nella stessa lettera ricordava a Dingane la sconfitta subita da Mzilikazi come monito a non attaccare i Voortrekker. Dingane, vista la capacità militare degli uomini di Retief, chiese loro di recuperare il bestiame rubato da Sekonyela e in cambio promise loro la terra in cui vivere.
Il recupero del bestiame fece capire a Dingane che uno scontro con i boeri avrebbe nuociuto agli Zulu, ma al contempo si convinse che i Voortrekker avessero l'intenzione di ucciderlo. Una notte gli uomini di Retief furono visti vicino ad un accampamento reale, e Dingane credette che Retief stesse preparando un attacco armato contro lui stesso. Lo stesso Dingane organizzò quindi un piano per uccidere Retief e i suoi uomini, invitandoli ad una festa per festeggiare il recupero del bestiame. A loro fu chiesto di non entrare armati nell'accampamento, pretesto utilizzato per avere a che fare con uomini indifesi, e al culmine della festa tutti i Voortrekker furono trucidati dagli uomini di Dingane. La morte di Retief fu vendicata da Andries Pretorius durante la battaglia di Blood River.